# Burg Thannstein
Die Burg Thannstein, auch Thanstein oder Tannstein genannt, ist die Ruine einer Gipfelburg auf 565 m ü. NN im Oberpfälzer Wald am Ortsrand über der Kirche der Gemeinde Thanstein im Landkreis Schwandorf in Bayern. Die Anlage ist unter der Aktennummer D-3-76-172-4 als denkmalgeschütztes Baudenkmal von Thansteinverzeichnet. Ebenso wird sie als Bodendenkmal unter der Aktennummer D-3-6640-0121 im Bayernatlas als „archäologische Befunde im Bereich der mittelalterlichen Burgruine Thanstein“ geführt.

## Geschichte
Das Adelsgeschlecht der Thansteiner wurde im Jahr 1218 erstmals urkundlich mit einem Uto von Tannstein erwähnt, allerdings lag ihr damaliger Stammsitz, die Burg Altenthanstein, etwa 2000 Meter westlich auf dem sogenannten Alten Thanstein über Dautersdorf, er ist heute nur noch als Burgstall erhalten.
Die „Neue“ Burg in Thanstein wurde im frühen 14. Jahrhundert von dem Ministerialengeschlecht erbaut und diente ihnen anschließend als Stammburg.
1353 ging die Burg an einen Zweig des Geschlechts der Zenger und kam später durch die Heirat der Margarete Zenger mit Ritter Georg von Ebleben an die Herren von Ebleben. 
Im Jahr 1811 brannte die gesamte Burg bis auf den Bergfried ab, er wurde 1887 restauriert, und ist heute das Wahrzeichen des Ortes. Von der einstigen Burganlage blieben der runde Bergfried und einige, teilweise überbaute Mauerreste erhalten.

## Heute
Der gut erhaltene runde Turm ist heute im Besitz des Freistaats Bayern. Das OVIGO Theater bietet unter dem Titel Von Raubrittern und Revolverhelden seit Juni 2021 geführte Erlebnisführungen bzw. Zeitreisen durch Thanstein und zu den Burgüberresten an.